# Zmajeva krv
Zmajeva krv (lat. Croton lechleri), najpoznatija biljna vrsta u rodu kroton (Croton), porodica mlječikovki (Euphorbiaceae), raširena u tropskopj Americi od Kolumbije do Perua i Bolivije. Vrsta je najpoznatija po istoimenoj crvenkastoj smoli, koja se smatra za jedno od najboljih biljnih sredstava na svijetu za borbu protiv infekcija i zacjeljivanje rana. Njegova smola sadrži taspin i lignan a visok postotak proantocijanidina čini je jednim od najmoćnijih antioksidanata na svijetu.
Zmajeva krv lijeći želučane bolesti, smiruje proljeve, i pomaže kod kožnih ozljeda i ranica, površinskog i unutrašnjeg krvarenja, ekcema, akni i bradavica, ugriza insekata, alergijskih reakcija, visokog tlaka, sindroma iritabilnog crijeva, plućnih infekcija, čireva i upala, želučanih i crijevnih tegoba, krvarenja desni, lomova kostiju i hemoroida.

## Vanjske poveznice
|  | Zajednički poslužitelj ima još gradiva o temi Croton lechleri |
|  | Wikivrste imaju podatke o taksonu Croton lechleri             |